# Pelham Bay Park (metropolitana di New York)
Pelham Bay Park è una stazione della metropolitana di New York, situata sulla linea IRT Pelham. Aperta il 20 dicembre 1920, nel 2014 è stata utilizzata da 2 318 533 passeggeri.
È servita dalle linee 6 Lexington Avenue and Pelham Local, sempre attiva, e 6 Lexington Avenue Local and Pelham Express, attiva solo nelle ore di punta.